# الجرواح (الرضمة)

تعديل مصدري - تعديل

الجرواح محلة تابعة لقرية بيت القهبري، التابعة لعزلة كحلان بمديرية الرضمة إحدى مديريات محافظة إب في الجمهورية اليمنية.، بلغ تعداد سكانها 148 حسب تعداد اليمن لعام 2004.